# Tommy Coyne
Pour les articles homonymes, voir Coyne.
Thomas "Tommy" Coyne, né le 14 novembre 1962 à Govan en Écosse, est un footballeur professionnel irlandais aujourd’hui retraité. Il évolue au poste d'attaquant dans différents clubs écossais dont le prestigieux Celtic Football Club et, grâce à son ascendance irlandaise, en équipe de la république d'Irlande de football avec laquelle il dispute 22 matchs et marque six buts entre 1992 et 1997.

## Biographie

### Carrière en club
Tommy Coyne joue pour Hillwood Boys Club avant d'entamer sa carrière professionnelle à Clydebank durant la saison 1981-1982, exercice durant lequel il inscrit 9 buts en 31 matches. Durant sa deuxième saison, il marque 19 buts en 38 matches. La saison 1983-1984 commence sur les chapeaux de roue pour l'Ecossais qui marque 10 buts en 11 matches. C'est alors qu'il s'engage à Dundee United contre 60 000 livres sterling. Dans son nouveau club, il a du mal à rééditer ses performances, inscrivant seulement 9 buts en 62 matches avec les Terrors. 
Au cours de l'hiver 1986, il est finalement transféré chez le grand rival, le Dundee Football Club ou il retrouve le chemin des filets inscrivant en une demi-saison 9 buts en 20 rencontres. Au cours de la saison 1987-1988, il décroche le titre de meilleur buteur de la Scottish Premier League avec 33 buts. Après 20 matches (et 9 buts), il est vendu au Celtic Football Club au début de la saison 1988-1989.
Coyne n’arrive pas à reproduire ses performances avec le Celtic. Sa première saison est décevante avec 7 buts en 23 matchs. Mais en 1990-1991, il revient en forme en marquant 18 buts en 26 rencontres. Cette performance lui permet d’être sacré meilleur buteur du championnat. Malgré ces buts, le Celtic ne termine qu’à la troisième place. La saison suivante, il marque 15 buts et commence à perdre la confiance de son entraîneur. Au début de la saison 1992-1993, il n’est plus titulaire et ne marque que 3 buts avant d’être transféré en mars 1993 vers le club anglais de Tranmere Rovers Football Club.
Après un court et décevant passage en Angleterre, Coyne retourne en Écosse et signe au Motherwell Football Club en novembre 1993 pour la somme de 125 000£. Il retrouve ses marques dans le championnat écossais et en 1994-1995 termine de nouveau à la première place du classement des buteurs avec 16 buts. Son club de Motherwell réalise une très belle saison accédant à la deuxième place. Coyne est alors le premier joueur à avoir été sacré meilleur buteur d'Écosse dans trois clubs différents
Tommy Coyne est ensuite recruté par Dundee FC en 1998 où il signe pour deux années. Au cours de la deuxième il est prêté à Falkirk Football Club avant de retourner dans son tout premier club, Clydebank en tant qu’entraîneur-joueur en août 2000. Dès son arrivée il remporte le titre d’entraîneur du mois en troisième division. Coyne est toutefois licencié après six mois alors que son club est en grande difficulté financière et mis sous tutelle et qu’il est pourtant parmi les équipes de tête de la troisième division.
Peu après il rejoint le club d’Albion Rovers Football Cluboù il met un terme définitif à sa carrière de joueur.

### Carrière en équipe nationale
Faisant valoir des ancêtres irlandais, Tommy Coyne décide de défendre les couleurs de l’Irlande. Il y est sélectionné à 22 reprises et marque 6 buts.
Coyne fait ses débuts internationaux le 22 mars 1992 lors d’un match amical disputé à Lansdowne Road contre la Suisse. Ce match est aussi le premier de Eddie McGoldrick et le cinquantième de Paul McGrath. Coyne marque dès la 27e minute du match son premier but international. Il est ensuite remplacé à la 80e minute par John Aldridge qui marquera quelques instants plus tard le but de la victoire (2-1) pour les Irlandais.
Coyne est ensuite titulaire lors de trois rencontres comptant pour les éliminatoires de la Coupe du monde 1994 mais ne marque aucun but lors de celle-ci.
Sa meilleure performance en équipe nationale a lieu le 12 octobre 1994 lors de la victoire irlandaise 4 buts à 0 contre le Liechtenstein à Lansdowne Road. Coyne marque deux buts lors des quatre premières minutes du match.
Tommy Coyne joue son dernier match en équipe nationale le 29 octobre 1997 lorsqu’il entre en cours de match en remplacement de David Connolly lors du match nul 1-1 concédé face à la Belgique. Ce match est la première manche des barrages de qualification à la coupe du monde de football 1998. Au match retour la Belgique l’emporte sur le score de 2 buts à 1 et se qualifie pour la coupe du monde disputée en France.

## Palmarès

### En club
- Finaliste de la Coupe d'Écosse en 1985 avec Dundee United
- Finaliste de la Coupe de la Ligue en 1985 avec Dundee United et en 1995 avec Motherwell

### EnÉquipe d'Irlande
- 22 sélections et 6 buts entre 1992 et 1997
- Participation à la Coupe du Monde en 1994 (1/8 de finaliste)

### Distinctions individuelles
- Meilleur buteur du Championnat d'Écosse en 1988 (33 buts), en 1991 (18 buts) et en 1995 (16 buts)